# Chester County, Pennsylvania
Chester County är ett administrativt område i delstaten Pennsylvania i USA, med 498 886 invånare. Den administrativa huvudorten (county seat) är West Chester. 

## Politik
Chester County har under senare tid tenderat att rösta på demokraterna. Historiskt har det dock varit ett starkt fäste för republikanerna. I presidentvalet 2016 vann demokraternas kandidat countyt med 51,9 procent av rösterna mot 42,5 för republikanernas kandidat.

## Geografi
Enligt United States Census Bureau har countyt en total area på 1 968 km². 1 958 km² av den arean är land och 10 km² är vatten. 

### Angränsande countyn
- Berks County - nord
- Montgomery County - nordost
- Delaware County - öst
- New Castle County, Delaware - sydost
- Cecil County, Maryland - syd
- Lancaster County - väst